# Zona euro
Zona euro se referă la cele 20 de state din Uniunea Europeană care au adoptat euro ca monedă unică. Zona euro este o zonă monetară.
Cele 20 de țări membre sunt Austria, Belgia, Cipru, Croația, Finlanda, Estonia, Franța, Germania, Grecia, Irlanda, Italia, Letonia, Lituania, Luxemburg, Malta, Țările de Jos, Portugalia, Spania, Slovenia, Slovacia. Pe lângă acestea, 4 microstate europene, prin acordurile monetare încheiate cu vecinii lor, sunt și ele atașate la zona euro: Andorra, Monaco, San Marino și Vatican.
Zona a fost creată în 1999 de unsprezece țări, la care s-a alăturat Grecia în 2001, Slovenia în 2007, Cipru și Malta în 2008, Slovacia în 2009, Estonia în 2011, Letonia în 2014, Lituania în 2015 și Croația în 2023.
Două țări din Uniunea Europeană nu au fost de acord cu introducerea acestei monede, și anume Danemarca și Regatul Unit. Între timp Regatul Unit s-a retras din Uniunea Europeană.
Rata de directare a zonei euro, fixată de Banca Centrală Europeană din Frankfurt am Main, Germania, este de 3,25 %.

## Membri
|                   | Statul        | Adoptată        | Populație   | Excepții                                               | ISO code |
| ----------------- | ------------- | --------------- | ----------- | ------------------------------------------------------ | -------- |
| Austria           | Austria       | 1 ianuarie 1999 | 8.712.137   |                                                        | AT       |
| Belgia            | Belgia        | 1 ianuarie 1999 | 11.358.379  |                                                        | BE       |
| Cipru             | Cipru         | 1 ianuarie 2008 | 1.170.125   | Republica Turcă a Ciprului de Nord                     | CY       |
| Croația           | Croația       | 1 ianuarie 2023 | 3.871.833   |                                                        | HR       |
| Finlanda          | Finlanda      | 1 ianuarie 1999 | 5.503.132   |                                                        | FI       |
| Estonia           | Estonia       | 1 ianuarie 2011 | 1.312.442   |                                                        | EE       |
| Franța            | Franța        | 1 ianuarie 1999 | 64.720.690  | Noua Caledonie · Polinezia franceză · Wallis și Futuna | FR       |
| Germania          | Germania      | 1 ianuarie 1999 | 81.914.672  | Büsingen                                               | DE       |
| Grecia            | Grecia        | 1 ianuarie 2001 | 11.183.716  |                                                        | GR       |
| Republica Irlanda | Irlanda       | 1 ianuarie 1999 | 4.726.078   |                                                        | IE       |
| Italia            | Italia        | 1 ianuarie 1999 | 59.429.938  | Campione d'Italia                                      | IT       |
| Letonia           | Letonia       | 1 ianuarie 2014 | 1.970.530   |                                                        | LV       |
| Lituania          | Lituania      | 1 ianuarie 2015 | 2.908.249   |                                                        | LT       |
| Luxemburg         | Luxemburg     | 1 ianuarie 1999 | 575,747     |                                                        | LU       |
| Malta             | Malta         | 1 ianuarie 2008 | 429,362     |                                                        | MT       |
| Portugalia        | Portugalia    | 1 ianuarie 1999 | 10.371.627  |                                                        | PT       |
| Slovacia          | Slovacia      | 1 ianuarie 2009 | 5.444.218   |                                                        | SK       |
| Slovenia          | Slovenia      | 1 ianuarie 2007 | 2.077.862   |                                                        | SI       |
| Spania            | Spania        | 1 ianuarie 1999 | 46.347.576  |                                                        | ES       |
| Țările de Jos     | Țările de Jos | 1 ianuarie 1999 | 16.987.330  | Aruba Antilele Olandeze                                | NL       |
| Uniunea Europeană | Zona euro     | Zona euro       | 342.561.034 |                                                        | EZ       |

### Teritoriile dependente ale statelor membre ale UE - în afara UE
Cinci din teritoriile dependente ale statelor membre ale UE care nu fac parte din UE au adoptat moneda euro:
- Akrotiri și Dhekelia (Teritoriul britanic, cu Cipru asigurând implementarea legilor din zona euro, adoptată pe 1 ianuarie 2008, înlocuind Lira cipriotă)
- Saint-Martin
- Saint-Barthélemy
- Saint Pierre și Miquelon
- Teritoriile australe și antarctice franceze

## Cazul special al Kosovo și Muntenegru
Kosovo și Muntenegru folosesc moneda euro deși nu sunt parte a zonei euro, o chestiune care nemulțumește Banca Centrală Europeană.